# Brigitte Sanner
Brigitte Sanner (* 20. Jahrhundert) ist eine deutsche Schauspielerin, Theater-Regisseurin und Kulturpädagogin.

## Leben und Wirken
Vor der Kamera war sie vor allem in den 1990er Jahren präsent. So drehte sie Fernsehfilme unter Regie von Thorsten Näter (z. B. Operation Medusa) und war im Kino unter anderem in Loriots Pappa ante portas als Vorzimmerdame der Röhrenfirma zu sehen. Auftritte in Fernsehserien hatte sie unter anderem in Freunde fürs Leben und Wie gut, daß es Maria gibt.
Darüber hinaus ist Sanner insbesondere als Theaterschauspielerin tätig und führte auch Regie, z. B. für eine Faust-Inszenierung am Theater Junges Schauspiel Hannover. Außerdem verfasste sie Bücher für Kinderstücke namens Pipolino – Ein Zirkus in Not oder Maline und der Wunderbaum. Sie ist zudem Diplom-Kulturpädagogin und leitet eine Praxis für Kinder- und Jugendpsychotherapie in ihrem Wohnort Hannover.

## Filmografie
- 1990: Pappa ante Portas (Regie: Vicco von Bülow)
- 1991: Wie gut, daß es Maria gibt (Regie: Rob Herzet)
- 1991: Tatort: Animals (Regie: Walter Bannert)
- 1993: Freunde fürs Leben (Fernsehserie, Regie: Gero Erhardt)
- 1995: Operation Medusa (Regie: Thorsten Näter)
- 1997: Gegen den Strom (Regie: Thorsten Näter)